# MPLA
Movimento Popular de Libertação de Angola – Partido do Trabalho er et politisk parti i Angola. Partiet blev grundlagt i 1956 som en sammenslutning mellem Angolas Kommunistparti og Partiet for den Forenede Kamp for Afrikanere i Angola (Partido da Luta Unida dos Africanos de Angola), forkortet PLUA. Partiet er et socialistisk, marxistisk, og kommunistisk parti.
Partiet udgiver EME. Partiets ungdomsorganisation hedder Juventude do Movimento Popular da Libertação de Angola.
I præsidentvalget 1992 vandt partiets kandidat, José Eduardo dos Santos med et stemmetal på 1.953.335 (49.57 %). Ved parlamentsvalget i 1992 fik partiet 2.124.126 stemmer (53.74 %, 129 mandater). Partiet er medlem af Socialistisk Internationale.
Fra partiet udløb i 1990 partiet Demokratisk Fornyelse.
I september 2018 blev João Lourenço leder af partiet efter José Eduardo dos Santos beslutning om at gå på pension.